# Tom Clancy’s Ghost Recon: Predator
Tom Clancy's Ghost Recon: Predator (с англ. — «Хищник») — игра в стиле тактический шутер, разработанный Virtuos и изданный Ubisoft для PlayStation Portable в октябре-ноябре 2010 года.

## Геймплей
В «Predator» игрок должен повести свой элитный отряд на охоту за террористами в джунгли острова Шри-Ланка. Игрок берёт на себя роль одного из трёх «Призраков». Также имеется возможность использовать наземного дрона.

## Сюжет
Глубоко в джунглях Шри-Ланки у «Призраков» есть 72 часа, чтобы подготовить путь для вторжения сил США. «Призраки» раскрывают доказательства того, что они нацелились на не того врага. Теперь они должны действовать до того момента, как фальсифицированная разведка заманит Америку в непредсказуемую и разрушительную войну.
Во-первых, «Призраки» атакуют зону вербовки для активистов: группу всех людей, кто совершает революцию и подозревается в нападении на американские морские суда и расправы над экипажами. После расчистки зоны вербовки «Призраки» берут крупный лагерь активистов и крупное местное электроснабжение, чтобы отрезать их от помощи. Как только это будет сделано, «Призракам» будет поручено уничтожить лидера противника под кодовым названием «Учитель». Когда «Учитель» устранён, «Призраки» попадают в засаду «Лоялистов» — другую, намного лучше подготовленную группу, желающую революции на Шри-Ланке.

## Оценки
| Сводный рейтинг    | Сводный рейтинг |
| Агрегатор          | Оценка          |
| ------------------ | --------------- |
| GameRankings       | 56 %            |
| Metacritic         | 54/100          |
| Иноязычные издания |                 |
| Издание            | Оценка          |
| GamesRadar+        | [ 3 ]           |
| IGN                | 6/10            |
| Play (UK)          | 60 %            |

Игра была встречена со смешанным приёмом после выпуска; GameRankings дал ему 56%, в то время как Metacritic дал ему 54 из 100.